# Robopus oviedoensis
Robopus oviedoensis – gatunek chrząszcza z rodziny świetlikowatych i podrodziny Lampyrinae.
Gatunek ten opisany został po raz pierwszy w 2013 roku przez Siergieja Kazancewa i Daniela Pereza-Gelaberta na podstawie 29 okazów samców, odłowionych w 2011 roku w Oviedo w dominikańskiej prowincji Penderales. Epitet gatunkowy pochodzi od miejsca typowego.
Chrząszcz o ciele długości od 6 do 10,2 mm i szerokości od 1,9 do 3,4 mm. Głowa ma gęsto punktowany spód, poprzeczną wargę górną o ściętym wierzchołku oraz stosunkowo małe oczy złożone rozstawione na odległość równą 1,4 ich średnicy. Ubarwienie głowy jest pomarańczowe z czarnymi głaszczkami i ciemnymi czułkami. Głaszczki mają toporowate ostatnie człony. Czułki mają spłaszczone człony. 1,3 raza szersze niż dłuższe przedplecze jest gęsto pokryte punktami, pośrodku drobnymi, a bliżej krawędzi większymi. Barwa przedplecza jest, z wyjątkiem jego krawędzi, różowawopomarańczowa. Pomarańczowa, poprzeczna tarczka ma zarys trójkąta z zaokrąglonym wierzchołkiem. Pokrywy są 2,3 raza dłuższe niż szerokie. Ich powierzchnię pokrywa bardzo gęste punktowanie oraz krótkie, przylegające owłosienie; z trudem dają się także zauważyć ślady podłużnych żeberek. Barwa przedniej połowy pokryw jest pomarańczowa, tylnej zaś czarna. Odnóża mają czarne golenie i stopy. Odwłok jest różowawopomarańczowy z czarnymi tergitami. U samca na siódmym z widocznych sternitów odwłoka obecna jest para wydłużonych, szeroko rozstawionych, białych plam świecących. Genitalia samca cechują się przewężoną u nasady fallobazą z wykrojoną krawędzią dosiebną i długim szwem środkowym, wąskim i lekko zakrzywionym płatem środkowym edeagusa oraz tak długimi jak on, szerokimi paramerami z ostrymi, skierowanymi ku dołowi ząbkami szczytowymi.
Owad znany jest wyłącznie z miejsca typowego w dominikańskiej części Haiti.